# Nicotiana plumbaginifolia
Nicotiana plumbaginifolia là loài thực vật có hoa trong họ Cà. Loài này được Viv. mô tả khoa học đầu tiên năm 1802.